# Elezioni parlamentari in Slovenia del 1990
Le elezioni in Slovenia del 1990 si tennero l'8 aprile, contestualmente al primo turno delle elezioni presidenziali, per eleggere gli 80 delegati della Camera dei comuni dell'Assemblea; il 12 aprile furono designati gli 80 delegati della Camera del Lavoro Associato.
Si trattò delle prime elezioni multipartitiche e delle ultime elezioni nella Repubblica Socialista di Slovenia. L'Opposizione Democratica della Slovenia (DEMOS), che comprendeva l'Unione Democratica Slovena (SDZ), l'Alleanza Socialdemocratica di Slovenia (SDZS), i Democratici Cristiani Sloveni (SKD), la Lega Agricola Slovena (KZ-SLS) e i Verdi, ovvero i partiti della Primavera slovena, ottenne oltre il 55% dei voti e formò il primo governo multipartitico della storia. Tuttavia, la Socialdemocratici (Slovenia), nata nel gennaio del 1990 da una scissione della Lega dei Comunisti di Jugoslavia, risultò essere il partito più votato, ottenendo 14 seggi nella Camera Sociopolitica.

## Risultati
| Liste                                                 | Voti      | %     | Seggi |
| ----------------------------------------------------- | --------- | ----- | ----- |
| Partito del Rinnovamento Democratico                  | 186 928   | 17,28 | 14    |
| Partito Liberal Democratico                           | 156 843   | 14,49 | 12    |
| Democratici Cristiani Sloveni                         | 140 403   | 12,98 | 11    |
| Lega Agricola Slovena                                 | 135 808   | 12,55 | 11    |
| Unione Democratica Slovena                            | 102 931   | 9,51  | 8     |
| Verdi di Slovenia                                     | 95 640    | 8,84  | 8     |
| Alleanza Socialdemocratica di Slovenia                | 79 951    | 7,39  | 6     |
| Partito Socialista di Slovenia                        | 58 082    | 5,37  | 5     |
| Partito Liberale                                      | 38 269    | 3,54  | 3     |
| Lega per l'Uguaglianza dei Cittadini                  | 26 629    | 2,46  | –     |
| Lista Verde Civica                                    | 21 583    | 1,99  | –     |
| Partito dell'Artigianato e dell'Imprenditoria Slovena | 17 021    | 1,57  | –     |
| Nuovo Movimento Sociale                               | 5 276     | 0,49  | –     |
| Liste di candidati individuali                        | 4 715     | 0,44  | –     |
| Liste di indipendenti                                 | 4 618     | 0,43  | –     |
| Alleanza dei Pensionati di Maribor                    | 4 113     | 0,38  | –     |
| Alleanza Democratica del Kosovo                       | 3 240     | 0,30  | –     |
| Comunità italiana e ungherese                         | –         | –     | 2     |
| Totale                                                | 1 082 050 | 100   | 80    |